# Amphicarpe
Amphicarpaea
Genre
Synonymes
- Amphicarpa Elliott ex Nutt. (var. orth.)
- Falcata J. F. Gmel.

Amphicarpe, Amphicarpaea en langage scientifique, est un genre de plantes à fleurs dicotylédones de la famille des Fabaceae, sous-famille des Faboideae, originaire d'Afrique, d'Asie et d'Amérique du Nord, qui comprend  quatre espèces acceptées.

## Étymologie
Du grec ancien, composé de ἀμφίς, amphís (« des deux côtés ») et de καρπός, karpos (« fruit »),.

## Liste d'espèces
Selon The Plant List (23 octobre 2018) :
- Amphicarpaea africana (Hook.f.) Harms
- Amphicarpaea bracteata (L.) Fernald
- Amphicarpaea ferruginea Benth.
- Amphicarpaea linearis Chun & T.Chen